# Glenmor

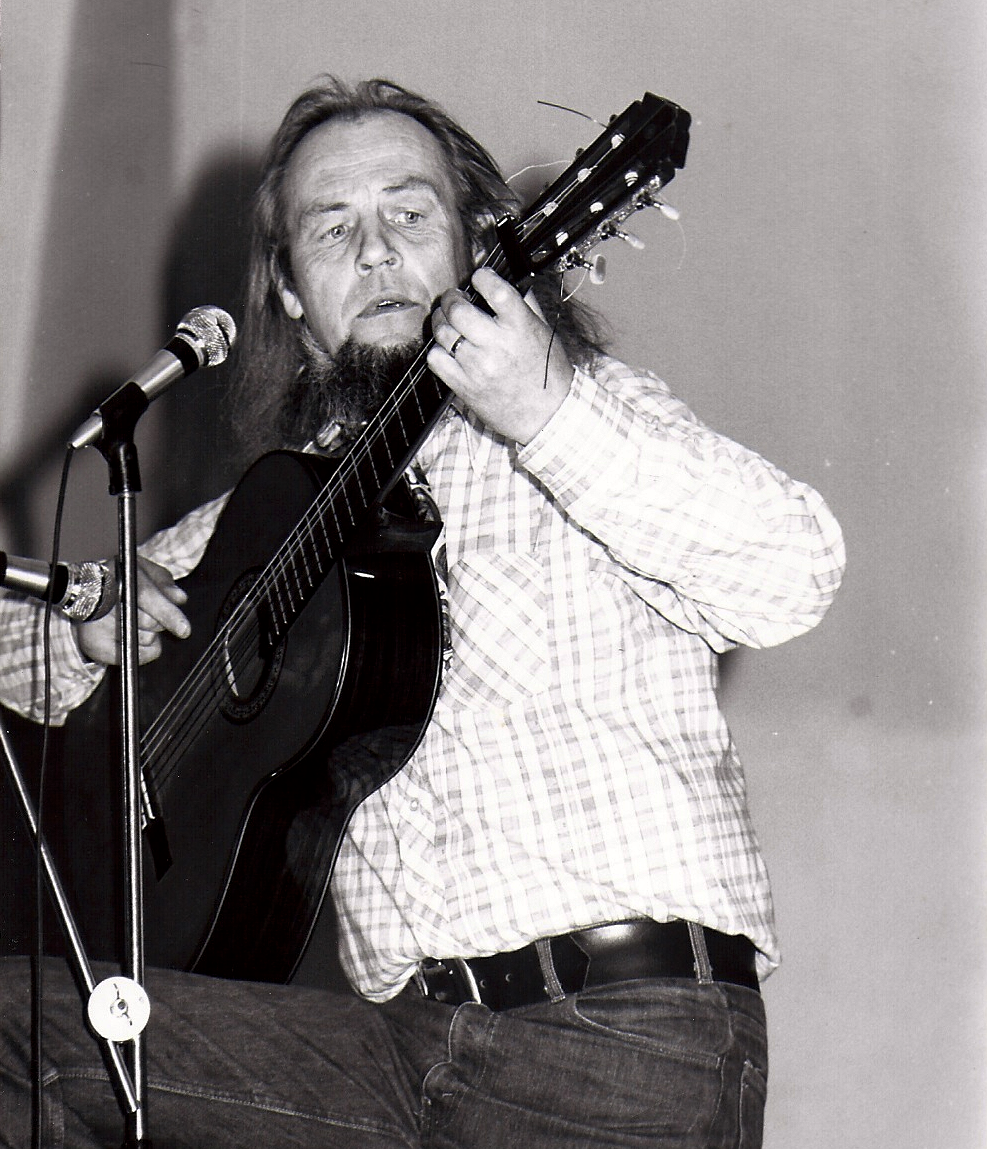
Glenmor 1996

Glenmor (* 25. Juni 1931 in Maël-Carhaix; † 18. Juni 1996 in Quimperlé; geboren als Émile Le Scanff, auch bretonisch Milig ar Skañv genannt oder Émile Le Scanv) war ein französisch- und bretonischsprachiger Liedermacher und Schriftsteller und ein bretonischer Aktivist.

## Leben
Émile Le Scanff wurde 1931 in dem kleinen bretonischen Dorf d’Ar Vouillen bei Maël-Carhaix geboren. Ab 1941 besuchte er die Sekundarschule in Quintin, wo er Latein, Griechisch und Theologie lernte und mit 17 Jahren die Abiturprüfungen ablegte. Nachdem er seinen Militärdienst in Paris absolviert hatte, erwarb er 1952 an der Universität Rennes einen Bachelor-Abschluss in Philosophie. Außerdem spielte er Dudelsack in der Kevrenn Rostren. In dieser Zeit beschäftigte er sich erfolglos damit, über Theaterproduktionen die bretonische Kultur wiederzubeleben. Danach reiste er durch Europa und kehrte 1954 in die Bretagne zurück. Dort begann er zu schreiben und zu komponieren.
Seine künstlerische Karriere begann im Oktober 1959 mit einem Liederabend in Paris, bei dem er vor einigen Anhängern mit Denise Mégevand an der Harfe auftrat. Von da an versuchte er, von seinen Liedern zu leben und interpretierte auch Texte von Armand Robin, René-Guy Cadou und anderen Dichtern. Er nahm den Künstlernamen Glenmor (bretonisch für „Land-Meer“) an, eine Vereinigung der Regionen Armor und Argoat. Nach Paris lebte er 1961 für mehrere Monate in Brüssel. Er traf auf Jacques Brel (der in dem Lied Le Moribond sagt: „Adieu l'Émile, je vais mourir“) und lernte seine zukünftige Frau kennen, die, als sie in der Bretagne ankam, den Namen Katell annahm. Danach produzierte er im Eigenverlag seine erste LP, den Mitschnitt eines Konzerts, das er im Frühjahr 1967 in der Mutualité in Paris gab. Dort gab er weitere Liederabende, von denen zwei von dem jungen Harfenisten Alan Stivell begleitet wurden.
Anfang 1969 erschien mit Cet Amour-là... seine erste kommerzielle Aufnahme bei Barclay Records, auf der er bei zwei Liedern von einer keltischen Harfe und bei fast allen anderen vom Orchester von François Rauber begleitet wurde. Eine weitere Barclay-LP aus dem Jahr 1971 war Hommage à Morvan Lebesque. Er verließ seine Pariser Plattenfirma und unterschrieb bei Le Chant du Monde, wo im März 1972 Vivre erschien, gefolgt von vier weiteren LPs.
Mit seinen Freunden Alain Guel und Xavier Grall war er an der Gründung der Éditions Kelenn beteiligt, wo er 1968 Le livre des chansons veröffentlichte, während Xavier Grall gleichzeitig Barde imaginé und anschließend La fête de la nuit herausbrachte. Anfang der 1970er Jahre gründete er mit denselben die Zeitung La Nation bretonne.
Als engagierter Künstler der bretonischen Bewegung bekräftigte Glenmor in seinen Liedern die bretonische Identität und die Besonderheiten der Bretagne. Er komponierte das Kan bale lu poblek Breizh (später umbenannt in Kan bale an ARB, Marschlied der bretonischen Revolutionsarmee).
1972 tourte er mit Léo Ferré durch die Bretagne. In Vivre nahm er alte Lieder wieder auf, darunter zwei, die er auf bretonisch geschrieben hatte (Viviana und Klemm Breizh-Izel), die von Katell mit einem Rezitativ auf Französisch begleitet wurden. Im April 1973 erschien Princes, entend bien... E dibenn miz gwengolo im Jahr 1977 enthielt neue Werke, sowohl auf Französisch als auch auf bretonisch.
1975 nahm er an den Dreharbeiten zu dem Film C’était un Québécois en Bretagne, Madame von Bernard Gosselin und Pierre Perrault teil, einer Produktion des Office National du Film du Canada.
In Mellionnec feierte er sein zwanzigjähriges Chansonjubiläum mit einem großen Fest und anschließend mit der Veröffentlichung einer Jubiläumsplatte: Tous ces vingt ans déjà. 1978 wurde er vom Armor Magazine zum „Bretonen des Jahres“ gewählt.
Im Juni 1979 trat er gemeinsam mit seinem Freund Jean Le Calvez, dem Herausgeber der Zeitung Combat Breton, in deren Redaktionsausschuss sie beide vertreten waren, in den Hungerstreik, um gegen die Verschiebung des Prozesses gegen mehr als zwanzig bretonische Aktivisten zu protestieren, die im Juli 1978 nach einem Anschlag auf das Schloss Versailles festgenommen worden waren. Sie forderten die Freilassung der politischen Gefangenen. Die Zeitung berichtet ausführlich über die Briefe der Gefangenen sowie über die Stellungnahmen zu ihren Gunsten. Dieser Moment bot die Gelegenheit, seine Mitgliedschaft in Argad Breizh zu bekräftigen. Gleichzeitig veröffentlichte er seinen Roman La septième mort bei Jean-Edern Hallier und nahm trotz gesundheitlicher Probleme an dessen Kampagne für die Europawahlen teil.
1990 beschloss er nach einem Konzert für das Fest der bretonischen Sprache in Carhaix, seine Musikkarriere zu beenden und sich dem Schreiben zu widmen. Im selben Jahr wurde er mit dem Hermelinorden ausgezeichnet.

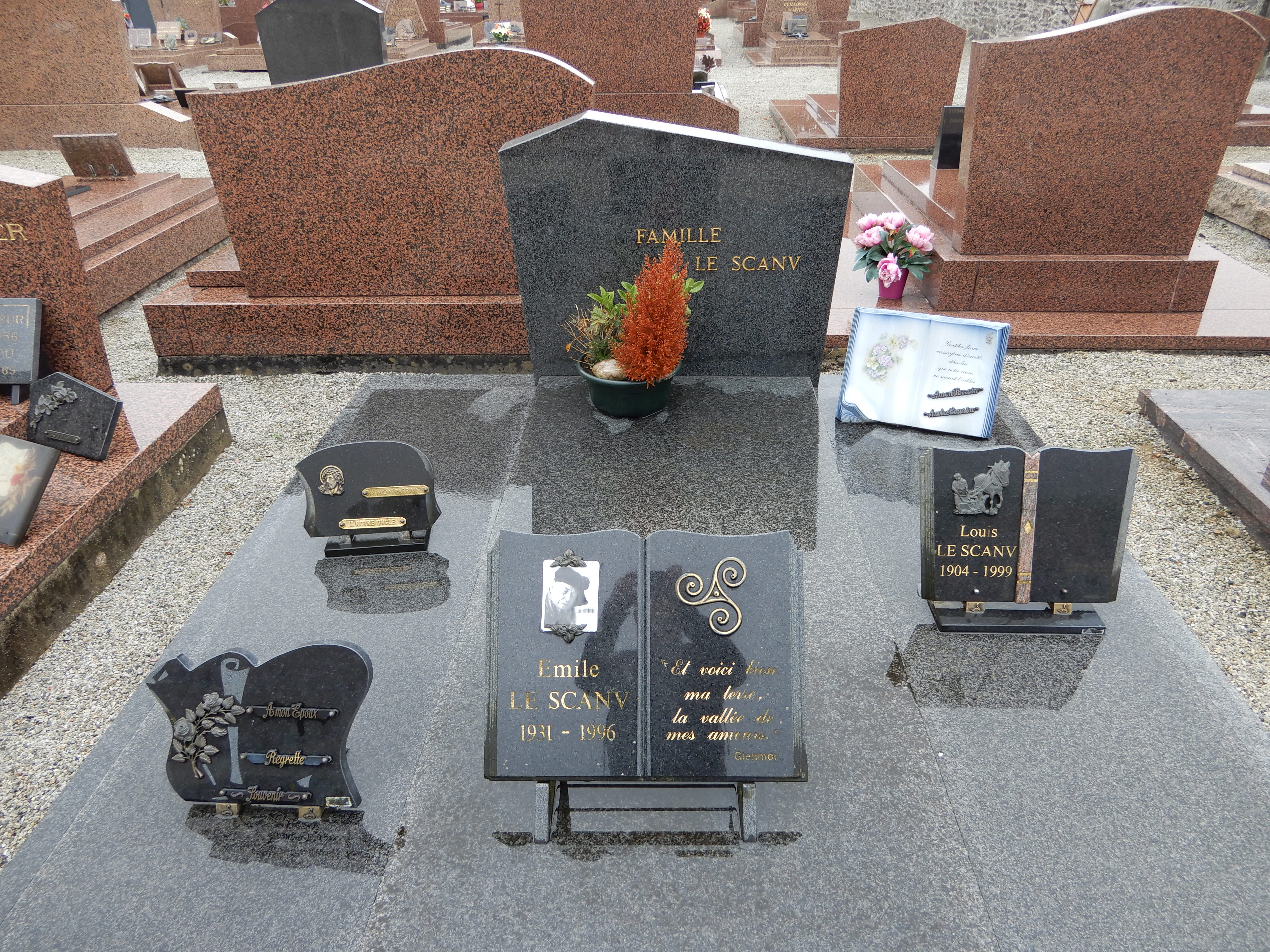
Grab Glenmors in Maël-Carhaix

Sechs Jahre später, am 18. Juni 1996, kurz vor seinem 65. Geburtstag, starb er an Krebs. Er wurde in der Familiengruft auf dem Friedhof von Maël-Carhaix beigesetzt, wo mehr als 4000 Menschen an seiner Beerdigung teilnahmen. Auf dem Grabstein steht geschrieben:

« Und das ist mein Land, das Tal meiner Liebe. Émile Le Scanv (1931–1996) »

## Posthume Ehrungen
- In mehreren Städten der Bretagne wurden Straßen nach ihm benannt: in Bannalec, Châteaugiron, Elven, Lanester, Merlevenez, Plonéis, Plouhinec, Pont-Scorff, Poullan-sur-Mer, Saint-Brieuc, Quéven, Quimper, Séné und Thorigné-Fouillard. Ebenso beschloss die Gemeinde Rostrenen nach dem Tod von Glenmor, ihm einen Platz in der Nähe des Pfarrhauses zu widmen.
- 1998 widmete Alan Stivell dem Gedenken an Glenmor ein Lied auf seinem Album 1 Douar: Kenavo Glenmor („Auf Wiedersehen Glenmor“).
- Der 70-Lur-Schein, der bei den Festen der bretonischen Sprache verwendet wird, zeigt sein Bild.[12]

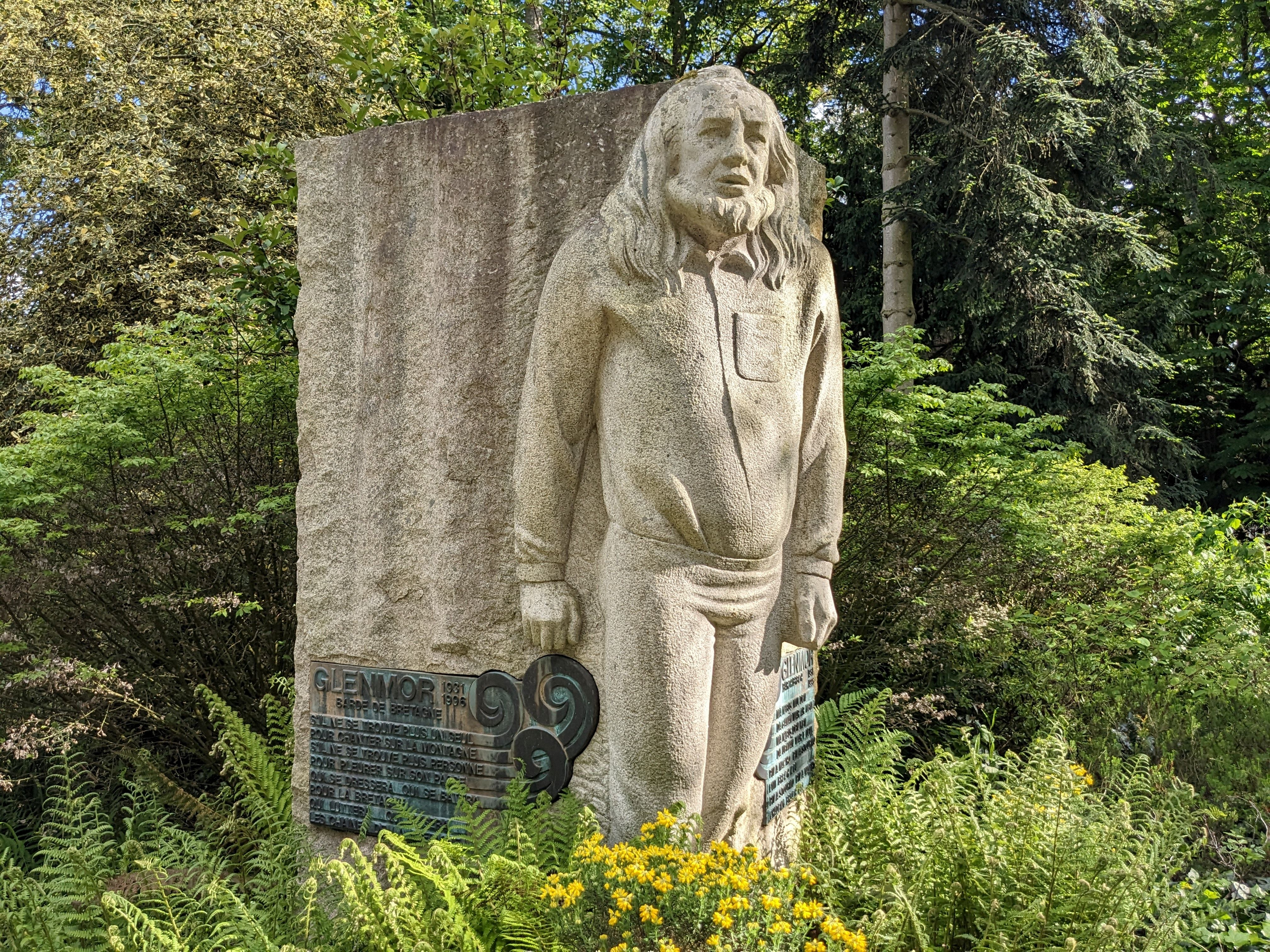
Glenmor - Statue im Jardin du Thabor, Rennes

- Eine Stele mit seinem Abbild, die von dem Bildhauer Jean Fréour geschaffen wurde, wurde am 27. Juni 1998 im Parc du Thabor in Rennes errichtet.
- Im Jahr 2001 nannte die Stadt Carhaix ihren neuen Veranstaltungssaal Espace Glenmor.
- Der Bildhauer Patrig Ar Goarnig schuf zwei Hommage-Skulpturen: ein Basrelief auf Schiefer aus dem Jahr 1996, das in Landeleau aufgestellt wurde, und eine aus Schiefer gehauene Statue mit dem Namen Glenmor an distro aus dem Jahr 2006, die im Château de Kervoazec in Saint-Goazec aufgestellt wurde.[13]
- 2009 nahm Clarisse Lavanant ein den Liedern des Barden gewidmetes Album auf, Glenmor Mémoire Vivante, das von der Akademie Charles Cros und dem Trad Magazine ausgezeichnet wurde. Der zweite Band, Je te souviens Glenmor, erschien 2011 und der dritte, Glenmor Vingt ans d’abord, wurde 2016 veröffentlicht.[14]
- 2011 wird das gesungene Theaterstück Glenmor L'insoumis (Disuj auf Bretonisch) uraufgeführt, das von Goulc'han Kervella inszeniert und von Sängern und Musikern unter der Leitung von Patrick Audouin sowie Schauspielern von Ar Vro Bagan aufgeführt wird.[15]

## Standardbesetzung
- Katell, seine Frau[A 9][16]
- Yann Penn, Organisator seiner Auftritte
- Bernard Benoît, Gitarrist
- Fañch Bernard, Kontrabassist und Pianist, Chauffeur und Sekretär
- Laurence Meillarec, Pianistin und Chorsängerin
- Ghislain Gouwy, Barde aus dem  französischen Flandern.

## Diskographie

### Alben
- 1967 Glenmor à la Mutualité à Paris (ed. Ternell)
- 1969 Cet amour-là (Barclay)
- 1971 Hommage à Morvan Lebesque (Barclay)
- 1972 Vivre (Le Chant du Monde)
- 1973 Princes, entendez bien ... (Le Chant du Monde)
- 1974 Ouvrez les portes de la nuit (Le Chant du Monde)
- 1977 E dibenn miz gwengolo (Le Chant du Monde)
- 1978 Tous ces vingt ans déjà... Pour un vingt ans d'abord (Le Chant du Monde)
- 1979 La Coupe et la Mémoire (Arfolk)
- 1984 Tristan Corbière : Le Paria, dit par Glenmor (Arfolk)
- 1985 Si tu ne chantais pas pour eux à quoi bon demeurer ? (Arfolk/Stern Ha Lugern)
- 1987 Après la fleur le fruit, sous la rose l’épine (Escalibur)
- 1987 En Bretagne, noces et fest-noz (Arion, Barclay) Neuauflage CD zur Hochzeit von Glenmor und Katell

### Singles
- 1961 Glenmor Ed. Kornog (Tout au bout du sillon, Memento, Les nations, Viviana)
- 1963 Les hommes de notre temps (+ De rêves et d'étoiles, Le retour, Les croisades)
- 1968 Cet amour-là (+ Sodome, Toi l'enfant, Dieu me damne)
- 1969 O Keltia (Cinq chansons en breton), Barclay (+ Koumoulen an hañv, An tousegi, Hiraezh, Groñvel)
- 1970 Les Temps de la colère, Barclay (+ Les larmes d’un copain, Les chemins de la bohême, Tour de Babel)
- ?    Klemm Breizh-Izel (La plainte de la Bretagne), Sked (+ O Langonnet, Pa vin maro, Kan bale Névénoé)
- 1975 Katell dit Glenmor : Poèmes, Ternell (Ce peuple est fou, Sables et dunes, Aux sans dieu, La demeure est close)

### Beteiligungen
- 1973 Kertalg 73 2e festival pop celtic (Barclay) mit Sœurs Goadec, Brenda Wooton, Planxt und weiteren
- 1973 Beilhadeg e Menez Kamm veillée bretonne à Menez-Kamm (Arfolk) mit Andrea Ar Gouilh, Mickael Skouarneg, An Nijadenn und weiteren
- 1976 Skoazell Vreizh, Soutien aux familles des détenus politiques bretons (Coop Breizh) avec Ar Breizerien, Gweltaz, Alain Stivell und weiteren
- 1978 Ils se meurent nos oiseaux (Arfolk) mit Alan Stivell, Gilles Servat, Sœurs Goadec, Sonerien Du und weiteren

### Zusammenstellungen
- 1990 Les Principales Œuvres Prod. Ar Folk/Escalibur (dist. Coop Breizh)
- 1998 Apocalypse (2 CD An Distro/Coop Breizh 2004)
- 2011 L'Intégrale (6 CD An Distro/Coop Breizh)

### Tributealben
- 1998 Mouezh Paotred Breizh e Pleiben vom Chœur d’hommes de Bretagne (O Keltia et Kan Bale de Glenmor)
- 2000 Hommage à Glenmor – Da Enorin Glenmor (Kan an Douar/Coop Breizh)
- 2001 Buhez (Vie) vom l’Ensemble Choral du bout du Monde mit Gilles Servat, Youenn Gwernig und anderen
- 2002 D'an enezenn – Vers l’île par l’ensemble choral Mouez ar mor de Brest (Texte von Xavier Grall, Anjela Duval, Marie Kermarec, Per-Jakez Hélias, Job An Irien und anderen)
- 2005 Katel dit Glenmor mit Bernard Benoit (réédition CD Sobridis)
- 2006 Dix ans déjà – Ar Pep Gwellañ ...que le vent porte et pose (An Distro/Coop Breizh)
- 2006 Hommage à Glenmor von Gérard Ducos
- 2009 Glenmor Mémoire vivante von Clarisse Lavanant
- 2011 Je te souviens Glenmor (volume 2) von Clarisse Lavanant
- 2012 Le Vieil Amant von Laurence Meillarec, seiner Pianistin - Coop Breizh
- 2016 Glenmor Vingt ans d’abord (volume 3) von Clarisse Lavanant

## Bibliographie

### Eigene Werke einschl. Nachlass
- 1968 Livre des Chansons, Mutualité 67 (éd. Kelenn, Neuauflage Stern ha Lugern, 1979)
- 1971 Sables et Dunes (éd. Ternel)
- 1974 Livre des Chansons, tome II, Bobino 73 (éd. Ternel)
- 1974 La Septième Mort (éd. Ternel, Neuauflage Libres Halliers 1982)
- 1975 Le Sang nomade (éd. Ternel)
- 1977 Les emblaves et la moisson (éd. Stern ha Lugern)
- 1977 Retraites paysannes, mit Typografien und Holzschnitten von Claude Huart (éd. Ternel)
- 1981 Chantres de toutes les Bretagnes. 20 ans de la chanson bretonne, Vorwort von André-Georges Hamon (éd. Jean Picollec)
- 1992 L’Homme du dernier jour, La Gacilly (éd. Artus)
- 1995 Les Derniers Feux de la Vallée (éd. Coop Breizh)
- 1996 La Sanguine (éd. Coop Breizh)
- 1997 La Férule (Coop Breizh)
- 2000 Xavier Grall in memoriam (Babel)
- 2007 Kan ha diskan, Briefwechsel Grall-Glenmor (Coop Breizh)

### Werke über Glenmor
Bücher
- Xavier Grall, Glenmor, Éditions Seghers, 1975 : Liederauswahl, Diskografie, Porträts
- André-Georges Hamon, La Voix du Clan Glenmor, Ubacs, 1990
- Louis Bertholom und Bruno Geneste, Terre insoumise aux yeux de mer, Quimper, Éditions Blanc-Silex, 1997
- Yann Goasdoué, « Barde de Petite Bretagne », Cahiers de l'Association bretonne, 2001
- Jean-Jacques Paugam, Pour célébrer Glenmor, Saint-Thégonnec, Éditions Ermengarde, 2003
- Xavier Grall und Hervé Le Borgne, Glenmor, Barde, Pèlerin & Contrefait, Coop Breizh, 2004
- René Abjean, Glenmor, Chansons kanaouennoù, Keltia Graphic, 2007
- Hervé Le Borgne, Glenmor : le refus, le rêve, la quête, Ploërmel, Les oiseaux de papier, 2012, ISBN 978-2-916359-73-1
- Louis Bertholom (Herausgeber) und Bruno Geneste (Herausgeber), Nous te souvenons Glenmor, Éditions des Montagnes Noires, 2016

Video
- 2011  Glenmor L’éveilleur, Philippe Guilloux (DVD Koproduktion Carrément à l’Ouest, France Télévisions, Ty télé, Tébéo, TV Rennes 35)